# USS Seagull (AM-30)
USS Seagull (AM-30) – trałowiec typu Lapwing służący w United States Navy w okresie I wojny światowej i II wojny światowej.
Stępkę okrętu położono 15 czerwca 1918 w stoczni Gas Engine and Power Co. w Morris Heights (New York). Zwodowano go 24 grudnia 1918, matką chrzestną była C.G. Amory. Jednostka weszła do służby 7 marca 1919, pierwszym dowódcą został Lt. (jg.) F. Jurgenson.
Oczyszczał morza z min z okresu I wojny światowej, później był jednostką pomocniczą (holownik celów, poławiacz torped, okręt baza okrętów podwodnych). Brał udział w działaniach II wojny światowej.